# Nationale Rundvee Manifestatie
De Nationale Rundvee Manifestatie (NRM) is een tweedaagse, internationale melkveeshow die sinds 1984 om de twee jaar werd georganiseerd in de Veemarkthallen in Utrecht. Sinds 2012 vindt de NRM plaats in de IJsselhallen te Zwolle. Internationaal is de NRM bekend als de All-Holland Dairy Show.
De NRM wordt georganiseerd door de stichting NRM, die bestaat uit bedrijven uit de agribusiness. De NRM heeft tot doel om de Nederlandse rundveehouderijsector (inter)nationaal aan vakgenoten te presenteren. Centraal staat een rundveeshow waarin de producten van de Nederlandse rundveefokkerij getoond worden. Onderdeel van de show is een dag waarop honderden Nederlandse zwartbonte en roodbonte koeien worden gekeurd. Op de andere dag staan dochtergroependemonstraties op het programma.

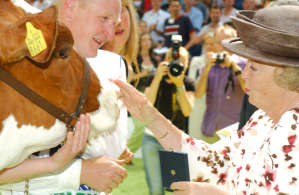
Koningin Beatrix aait algemeen kampioene roodbont Flora in 2006

De NRM trok bij eerdere edities 15.000 tot 20.000 bezoekers uit binnen- en buitenland. In 2006, bij de tiende NRM, was koningin Beatrix aanwezig.

## Kampioensgroep
| Jaar | Roodbont & Zwartbont |
| ---- | -------------------- |
| 2006 | Canyon-Breeze Allen  |

| Jaar | Roodbont      | Zwartbont           |
| ---- | ------------- | ------------------- |
| 2004 | Stadel        | Comestar Leader     |
| 2002 | Stadel        | Lord Lily           |
| 2000 | Clara's Orkan | Lord Lily           |
| 1998 | Jubilant      | Skalsumer Sunny Boy |

## Algemeen Kampioen
| Jaar | Kampioen roodbont                              | Eigenaar                                         | Kampioen zwartbont   | Eigenaar                                    |
| ---- | ---------------------------------------------- | ------------------------------------------------ | -------------------- | ------------------------------------------- |
| 2006 | Flora                                          | F. & A.N.M. Dorrestijn-van Houselt, Laren Gld    | JT Millenium 1       | mts. H.J.H. & J.M. Tijhuis-Peper, Hooghalen |
| 2004 | Doortje 2370                                   | mts. W. & J. & G. Veneklaas Slots, Zeyerveld     | Charity 504 ET       | T. van Vliet Nieuwlande                     |
| 2002 | Stouwdamshof Jacoba 8                          | fam. Van het Hof                                 | Fior Jurore Iota     | Schep Holsteins Holland b.v. Bergambacht    |
| 2000 | Sabine 17                                      | mts. Schrijver, Terwolde                         | Fior Jurore Iota 116 | Schep Holstein Holland BV, Bergambacht      |
| 1998 | Mat 72                                         | mts. J. Reitsma, Driesum                         | Geertje 289          | mts. T. van Dijk en zn., Giessenburg        |
| 1996 | Irma 17                                        | E. en M.J. Sleutels, Roggel                      | Peinzer 81           | mts. Koers, Wachtum                         |
| 1994 | Irma 17                                        | E. en M.J. Sleutels, Roggel                      | Meike 7              | mts. Antvelink, Lattrop-Breklenkamp         |
| 1992 | Nortop (senioren) / Inge 189 (junioren)        | P. Vanhoef, Kinrooi (B) / J. Wentink, Ruurlo     | Marianne 2           | Mts. Te Voortwis, Miste                     |
| 1990 | Rozalien 10 (senioren) / Liza 220 (junioren)   | mts. Ten Have, Nijbroek / S. Goossens, Beers     | Sonni                | mts. Blikman, Ruurlo                        |
| 1988 | Rozalien 10 (senioren) / Leentje 50 (junioren) | mts. Ten Have, Nijbroek / T. Smeets, Ohé en Laak | Sonni                | mts. Blikman, Ruurlo                        |

## Uitslagen Kampioenskeuringen Roodbont
| Jaar | Categorie | Kampioen                  | Eigenaar                                      | Reservekampioen           | Eigenaar                                             |
| ---- | --------- | ------------------------- | --------------------------------------------- | ------------------------- | ---------------------------------------------------- |
| 2008 | jong      | Barendonk Wilma 198       | J.H.M. Hermanussen, Beers Nb                  | Northlake Farms Gytha 855 | N.J. & A.T.M. Captein-Verbij, Alphen aan den Rijn    |
| 2008 | midden    | J & G Lena 63             | J. & G. Hoegen-van Leeuwen, Garderen          | Liza 379                  | S.H. Goossens, Beers Nb                              |
| 2008 | oud       | Soetten Botter Allmacht 8 | G.J. Klein Teselink, Harfsen                  | Sjaan 55                  | Fleuren De Mortel, De Mortel                         |
| 2006 | jong      | Liza 379                  | S.H. Goossens, Beers Nb                       | Bonhill Warsi 20          | W.J.J.G. Bongers, Kessel Lb                          |
| 2006 | midden    | Marie 55                  | Mts. H.J. & J. Puttenstein, Kamperveen        | Nathalie 3                | Mts. H.A. & H. & W.A.C. Schrijver-Kamphuis, Terwolde |
| 2006 | oud       | Flora                     | F. & A.N.M. Dorrestijn-van Houselt, Laren Gld | Roza 68                   | VOF Peeters, St Anthonis                             |
| 2004 | jong      | Dornee 206                | mts. J.B. & M.A. Baak-Elsinghorst, Eibergen   | South Belle Red           | mts. J. & E. Van Beek-Baremans, Teteringen           |
| 2004 | oud       | Doortje 2370              | mts. W. & J. & G. Veneklaas Slots Zeyerveld   | Schreur Janny 133 Et      | mts. H.W. & H.W. Reurslag-Boezewinkel, Laren Gld     |
| 2002 | jong      | Hiddink Tulipe 47         | H.J. Vrielink, Laren Gld                      | J&G Lena 53               | J. Hoegen, Garderen                                  |
| 2002 | oud       | Stouwdamshof Jacoba 8     | fam. Van het Hof                              | Juweeltje 6               | A.J. Lammertink, Laren Gld                           |
| 2000 | jong      | Sabina 17                 | mts. Schrijver, Terwolde                      | Truus 9                   | H. Kolbach, Brakel                                   |
| 2000 | oud       | Hiddink Tulipe 15         | H.J. Vrielink, Laren Gld                      | Schreur Janny 66          | mts. Reurslag, Laren Gld                             |
| 1998 | jong      | Sabina 15                 | mts. Schrijver, Terwolde                      | Grashoek Bella 46         | gebr. Engelen, Grashoek                              |
| 1998 | oud       | Mat 72                    | mts. Reitsma, Driesum                         | Doortje 2094              | W.M. Veneklaas Slots, Zeijerveld                     |
| 1996 | jong      | Doortje 2094              | W.M. Veneklaas Slots, Zeijerveld              | Susan 9                   | J. Hermanussen, Beers                                |
| 1996 | oud       | Irma 17                   | E. en M.J. Sleutels, Roggel                   | Meerbrink Dorien          | H. Schieven, Toldijk                                 |
| 1994 | jong      |                           |                                               |                           |                                                      |
| 1994 | oud       |                           |                                               |                           |                                                      |

## Uitslagen Kampioenskeuringen Zwartbont
| Jaar | Categorie | Kampioen          | Eigenaar                                    | Reservekampioen           | Eigenaar                              |
| ---- | --------- | ----------------- | ------------------------------------------- | ------------------------- | ------------------------------------- |
| 2008 | jong      | Venetië 5         | J. & H. de Vries-Groen, Boyl                | Southland Goldw. Sharon 2 | Southland Holsteins, Teteringen       |
| 2008 | midden    | Wiersma 635       | T. & G. & F. & M. v.d. Ploeg, Warga         | Kroontje 275              | A.B. Vink, Ottoland                   |
| 2008 | oud       | Wilhelmina 369    | T. van Dijk, Giessenburg                    | Bons-Holsteins Koba 152   | Mts. D. & N. Bons-Plooij, Ottoland    |
| 2006 | jong      | Coum Ustar        | Schep Holsteins Holland BV, Bergambacht     | Stouwdamshof Malve 93     | fam. Van 't Hof, Oosterwolde Gld      |
| 2006 | midden    | Topcross Jaan 519 | mts. A. & J. Jacobi, Garijp                 | Blesje 129                | A.B. Vink, Ottoland                   |
| 2006 | oud       | JT Millenium 1    | mts. H.J.H. & J.M. Tijhuis-Peper, Hooghalen | Wilhelmina 358            | mts. T. van Dijk en zn., Giessenburg  |
| 2004 | jong      | Venetië 2         | mts. J. & H. de Vries-Groen, Boyl           | Wilhelmina 358            | T. van Dijk Jr., Giessenburg          |
| 2004 | midden    | Aaltje 49         | mts. D. & N. Bons-Plooij, Ottoland          | Betsie 91                 | G. van Zandwijk, Vuren                |
| 2004 | oud       | Charity 504 ET    | T. van Vliet, Nieuwlande                    | IJsselvliedt Dina 31      | E. Puttenstein, Wezep                 |
| 2002 | jong      | Lucky jonkvrouw   | Mts. Bouma, Gorredijk                       | Deslacs Sand              | Mts. Reitsma-Kloosterman              |
| 2002 | midden    | Charity 504 ET    | T. van Vliet, Nieuwlande                    | Champ. R Laurona          | mts. Reitsma-Kloosterman              |
| 2002 | oud       | Fior Jurore Iota  | Schep Holsteins Holland B.V., Bergambacht   | Neeltje 240               | R.W. Neppelenbroek, Drijber           |
| 2000 | jong      | Zwartkop 365      | T. van der Ploeg, Warga                     | Dr. Ria 581               | mts. Albring, Drouwenermond           |
| 2000 | midden    | Fior Jurore Iota  | Schep Holsteins, Bergambacht                | D.B. Koosje 79            | fam. Wesselingh & Bol, Zoeterwoude    |
| 2000 | oud       | Alie 144          | mts. Lieuwes, Oudwoude                      | Puk 59                    | Wageningen Retortillo, Wieringerwaard |
| 1998 | jong      | Hillie 287        | A. Jalvingh, Ruinerwold                     | Die Barle Pietje 108      | fam. Wesselingh & Bol, Zoeterwoude    |
| 1998 | midden    | Puk 59            | Wageningen Retortillo, Wieringerwaard       | Sjoukje 149               | mts. Biesheuvel, Hekelingen           |
| 1998 | oud       | Sjoukje 149       | mts. Biesheuvel, Hekelingen                 | G.L. Zusje 156            | J.A. Rijlaarsdam, Woudenberg          |
| 1996 | jong      | Goldie 298        | B.H. Luiten, Aalten                         | Grietje                   | T. v.d. Ploeg, Warga                  |
| 1996 | midden    | G.L. Zusje 156    | J.A. Rijlaarsdam, Woudenberg                | Jitsche 97                | Van Aubel-Jeukens vof, Eijsden        |
| 1996 | oud       | Peinzer 81        | mts. Koers, Wachtum                         | Jeltje W 28               | P.K. Hoogervorst, Randwijk            |
| 1994 | jong      |                   |                                             |                           |                                       |
| 1994 | midden    |                   |                                             |                           |                                       |
| 1994 | oud       |                   |                                             |                           |                                       |
| 1992 | jong      |                   |                                             |                           |                                       |
| 1992 | midden    |                   |                                             |                           |                                       |
| 1992 | oud       |                   |                                             |                           |                                       |